# Manoir de Bougy
Le manoir de Bougy, de son nom complet manoir de Bougy-Saint-Martin, est un bâtiment vaudois situé sur le territoire de la commune d'Aubonne, dans le village de Bougy-Saint-Martin, en Suisse.

## Histoire
Les premières mentions du manoir de Bougy Martin datent du début du XVIIIe siècle ; à cette époque, le bâtiment est la propriété d'Estienne Fels née de Praroman, dès 1724 de son fils François-Rodolphe Fels, bailli de Moudon. En 1756, le domaine est acheté par le banquier Paul-Benjamin de Lessert. C'est un de ses fils, Paul-Benjamin de Lessert, qui fait construire en 1760 un manège dans l'enceinte du parc. Passionné d'équitation, il se fait peindre à cheval par Louis-Auguste Brun.
La piste du manège, qui mesurait à l'origine 120 m de long, ne fait plus de nos jours que 21 m de long sur 14,5 m de large. Les écuries sont prévues pour accueillir 14 chevaux.
Le bâtiment, de même que le manège attenant, est inscrit comme bien culturel suisse d'importance nationale.